# Grota Urșilor

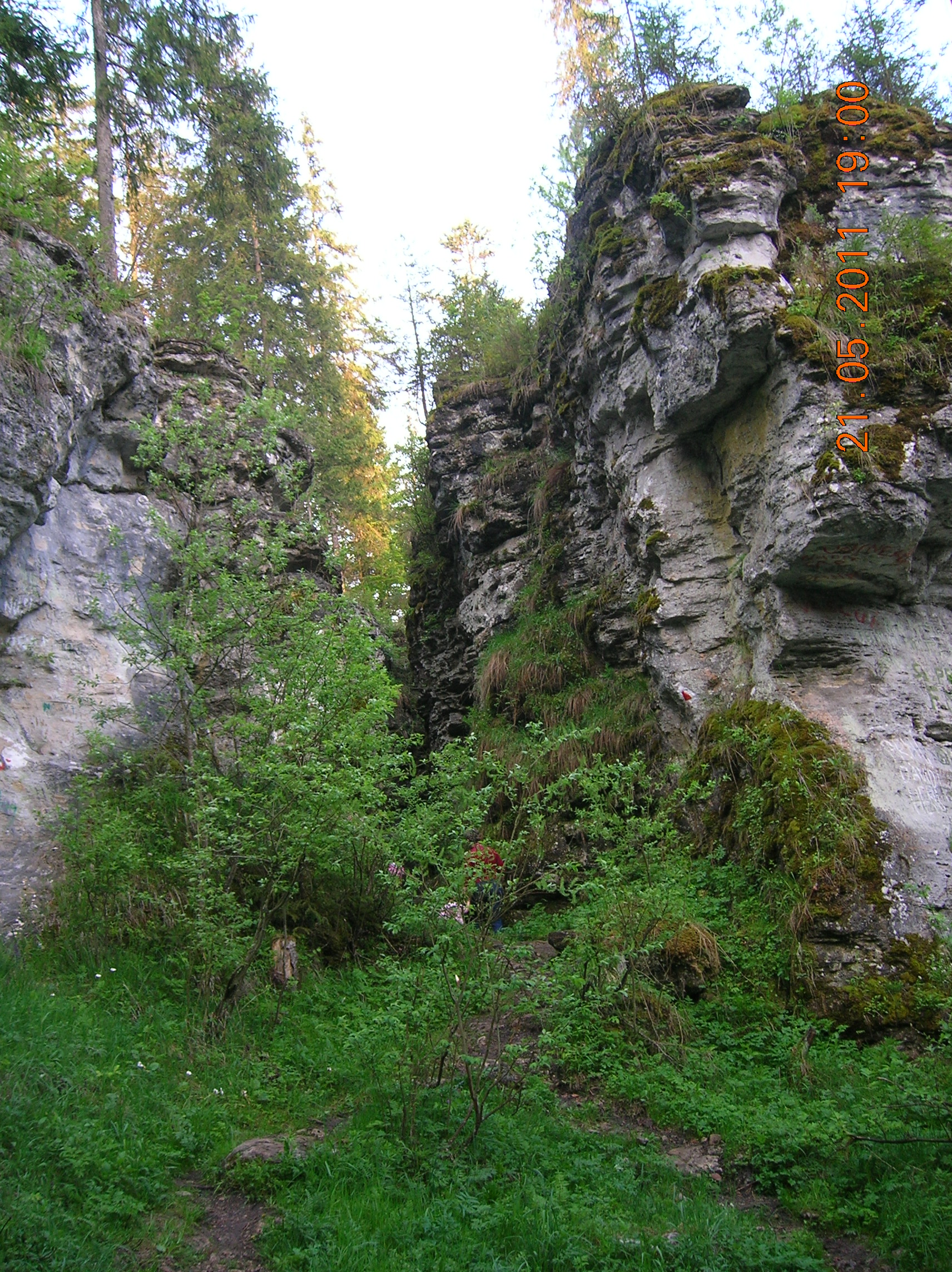
Intrarea în Grota Urşilor vara

Grota Urșilor este o formațiune carstică reprezentată de un ansamblu de coridoare adânci, formate prin fenomenul de eroziune naturală a calcarelor sub acțiunea apelor de infiltrație. Situl respectiv este localizat în porțiunea sudică dinspre Valea Vinului, a celei mai mari depuneri de travertine din Depresiunea Borsec.
Obiectivul face parte din ansamblul carstic al Scaunului Rotund.

## Acces

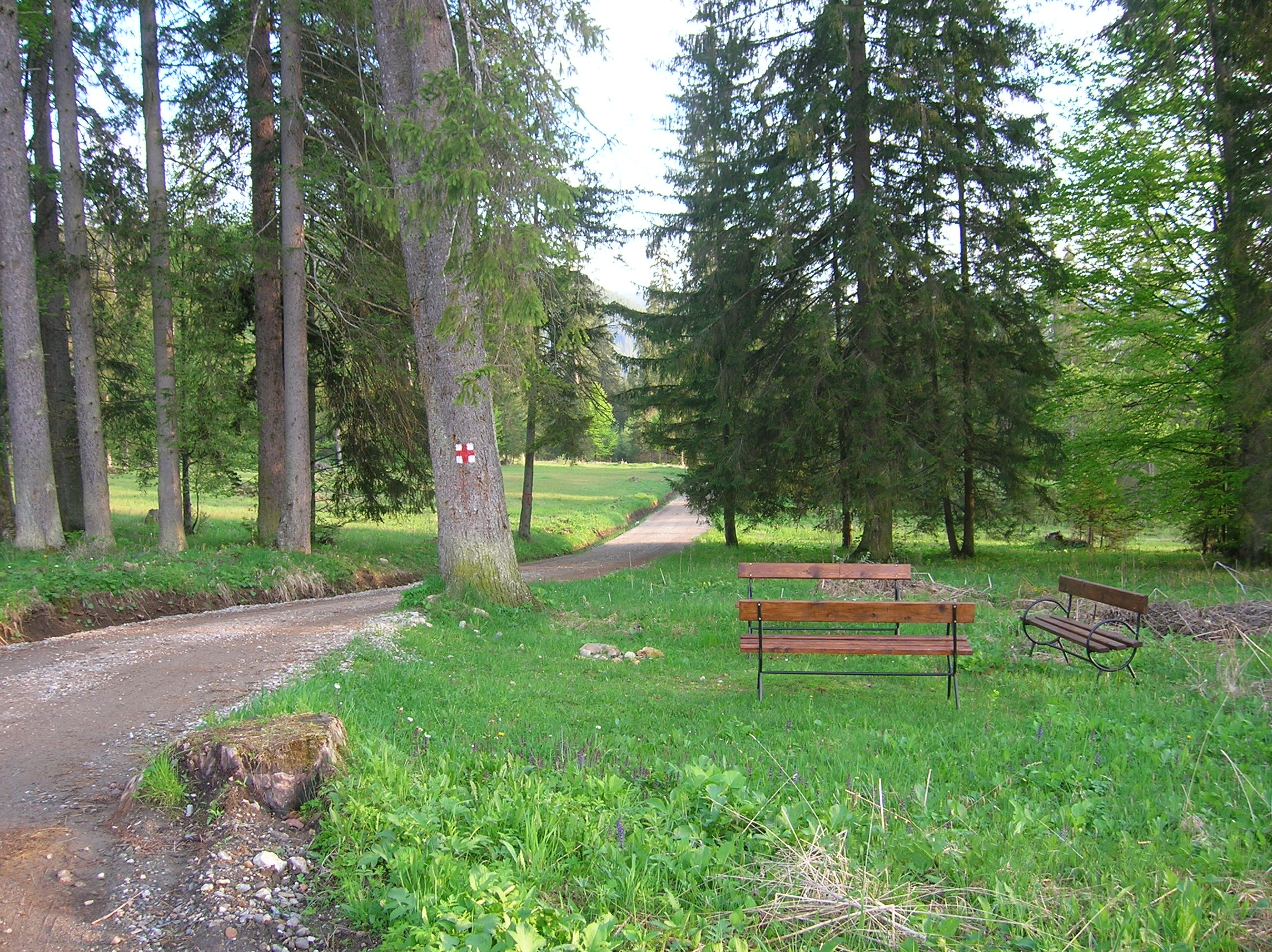
Spre Poiana Zânelor şi Grota Urşilor

Accesul este organizat prin intermediul traseului care pornește din centrul Stațiunii Borsec trecînd pe lângă Izvorul Petőfi (Nr. 11) în direcția Poiana Zînelor spre Izvorul Străvechi și Peștera cu Gheață, fiind marcat cu cruce roșie. De la poiana aflată deasupra abatajului nordic al carierei de travertin de lângă Poiana Zânelor, se merge pe bifurcația marcată cu triunghi roșu spre Peștera Urșilor. În imediata apropiere a acesteia în deal, se poate urca la punctul de belvedere de deasupra (marcaj punct roșu). În vale se coboară spre Valea Vinului, ieșirea făcîndu-se lîngă DN15 spre centrul Borsecului de Jos.

## Descriere, oportunități
Aspectul este cel al unor culoare înguste cu aspect de defileu care te poartă către capătul unei peșterii fără tavan.
De-a lungul culoarelor se identifică mai multe trasee de escaladă.
În apropiere se află o formațiune carstică similară numită "Cerdacul Iadului" unde se găsesc cîteva mici peșteri sau adîncituri în stîncă, accesibile.
Traseul este accesibil tot timpul anului, gradul de dificultate fiind unul ușor și distanțele necesar a fi parcurse fiind destul de mici, ceea ce îl face oportun în vederea curei de teren inclusiv pentru turiștii de vârsta a III-a.

## Obiective în apropiere
- Carierele de travertin
- Poiana Zânelor
- Izvoarele Petőfi (Nr.11), Kossuth (Nr.10), Străvechi/ Osforrás/ Dögleszti
- Peștera cu Gheață
- Peștera cu stalactite sau Peștera Scaunului Rotund

## Galerie

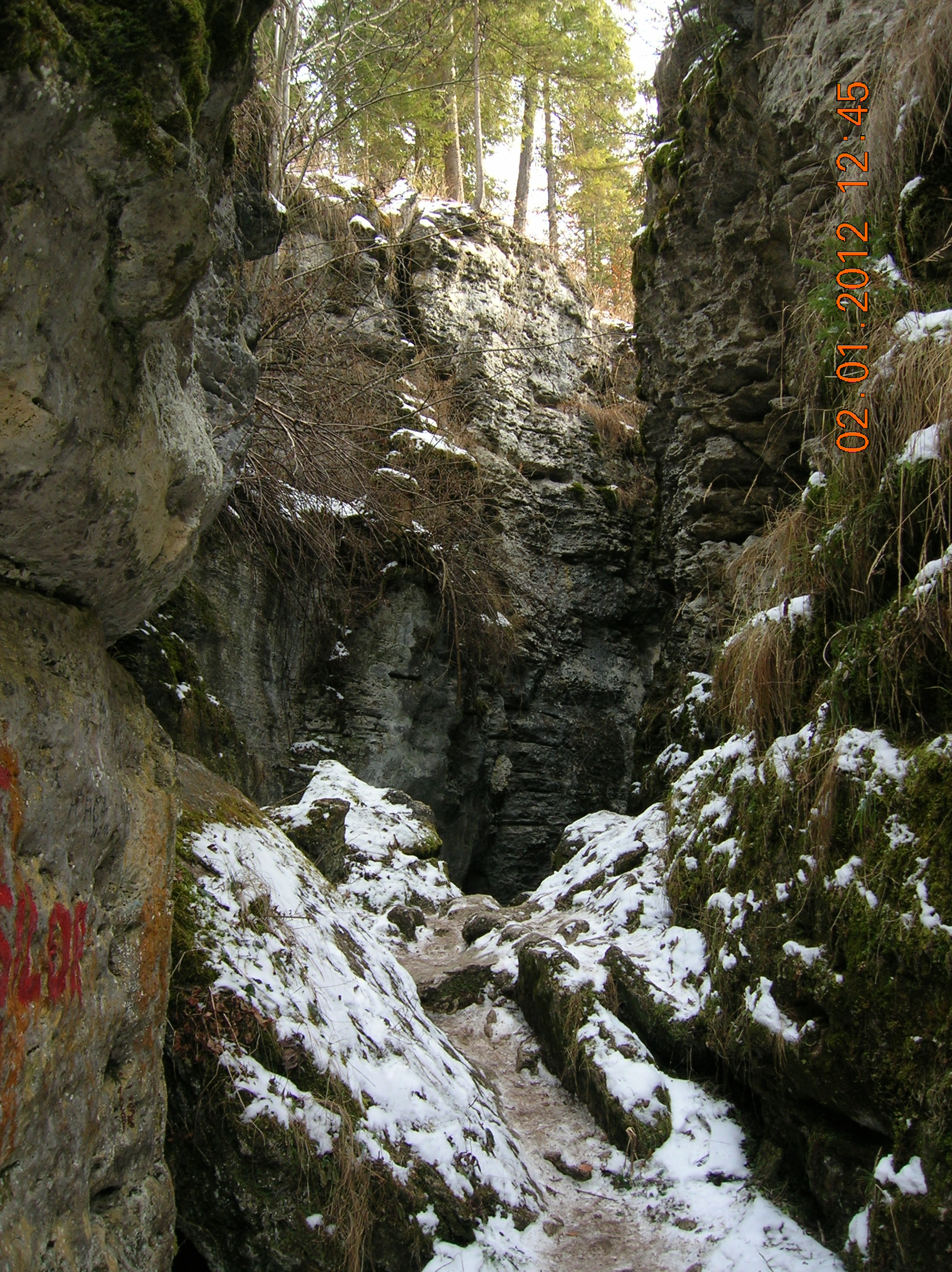
Intrarea în Grota Urşilor iarna
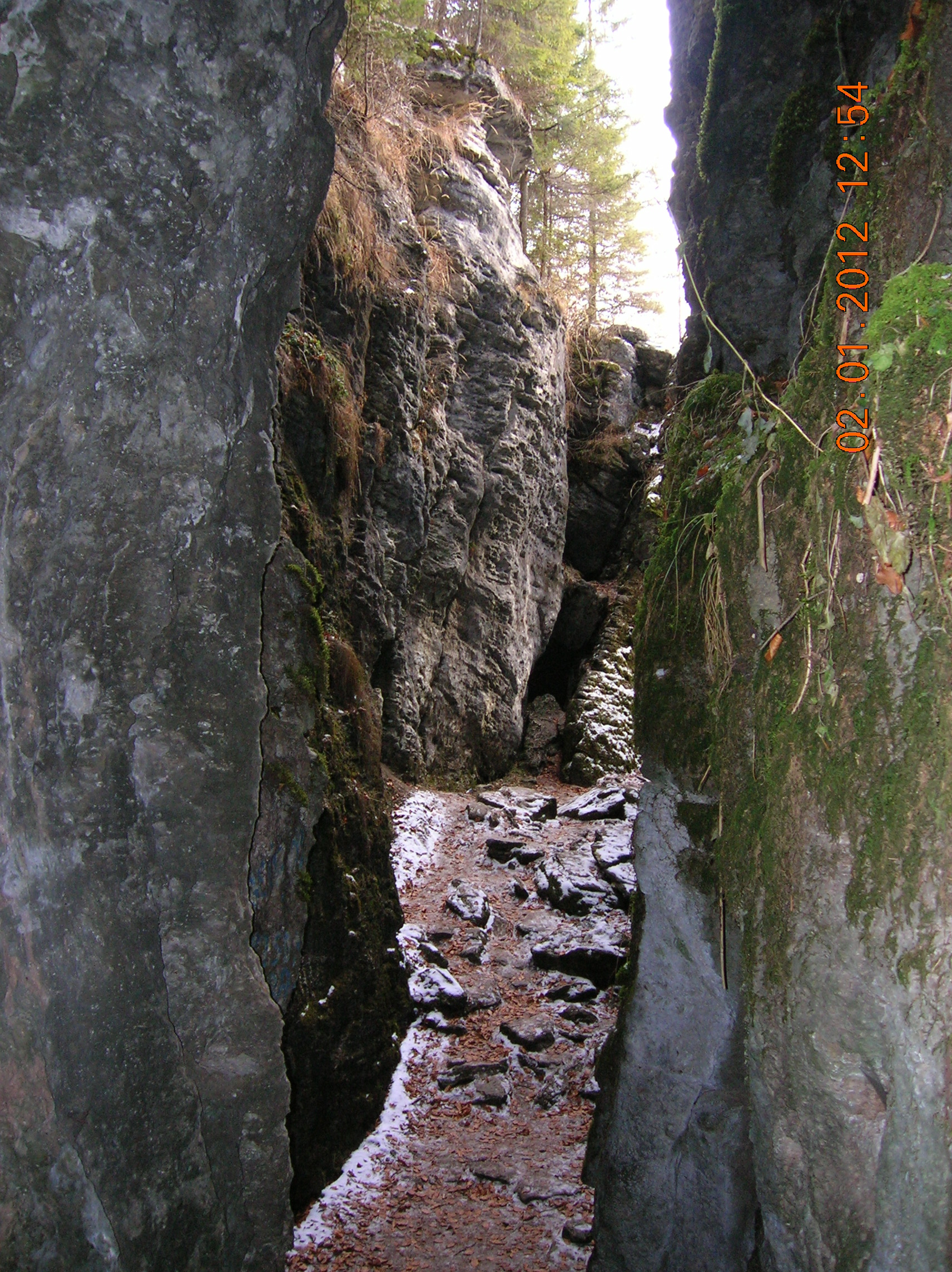
Grota Urşilor - coridorul
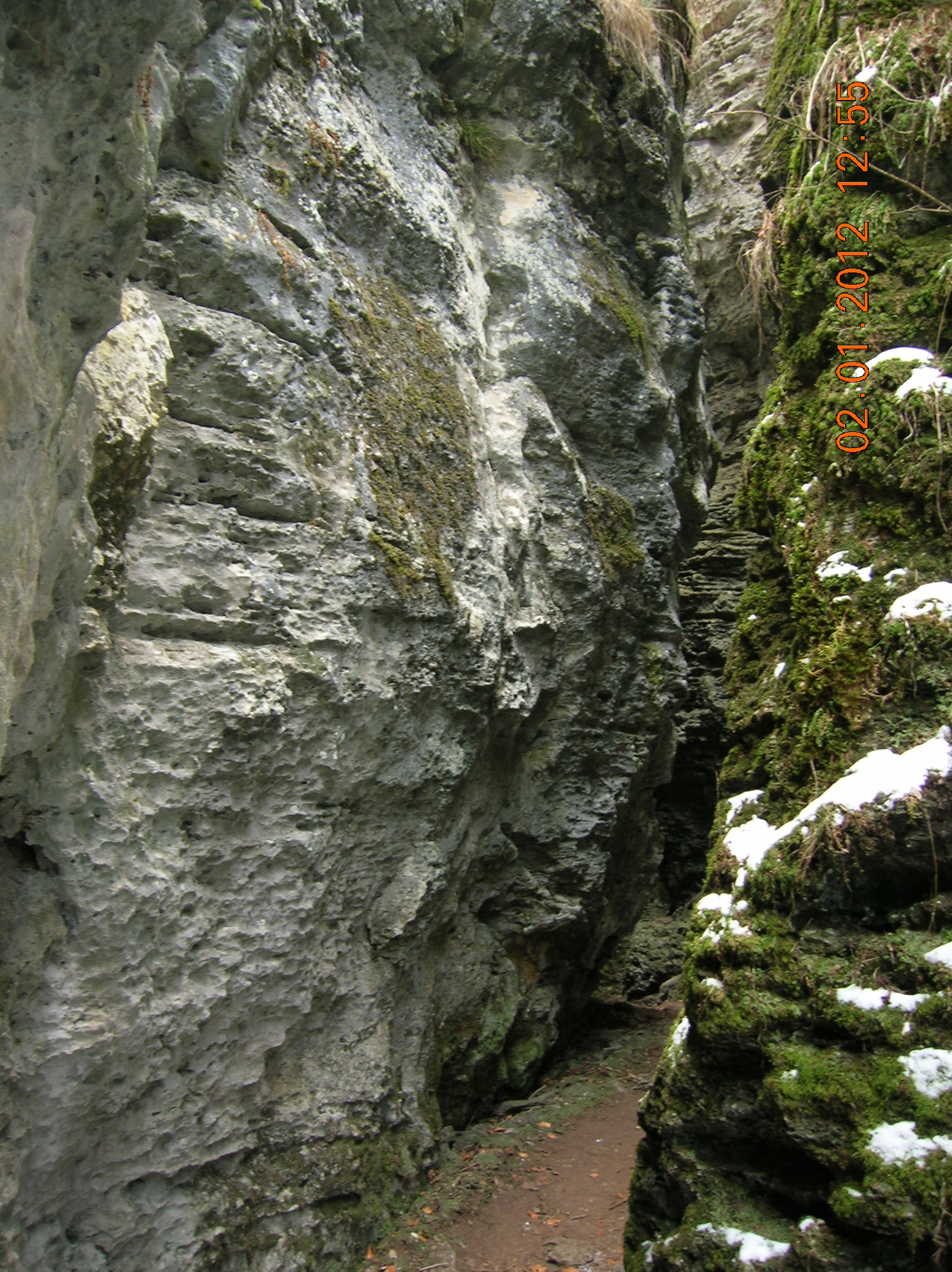
Grota Urşilor - coridorul
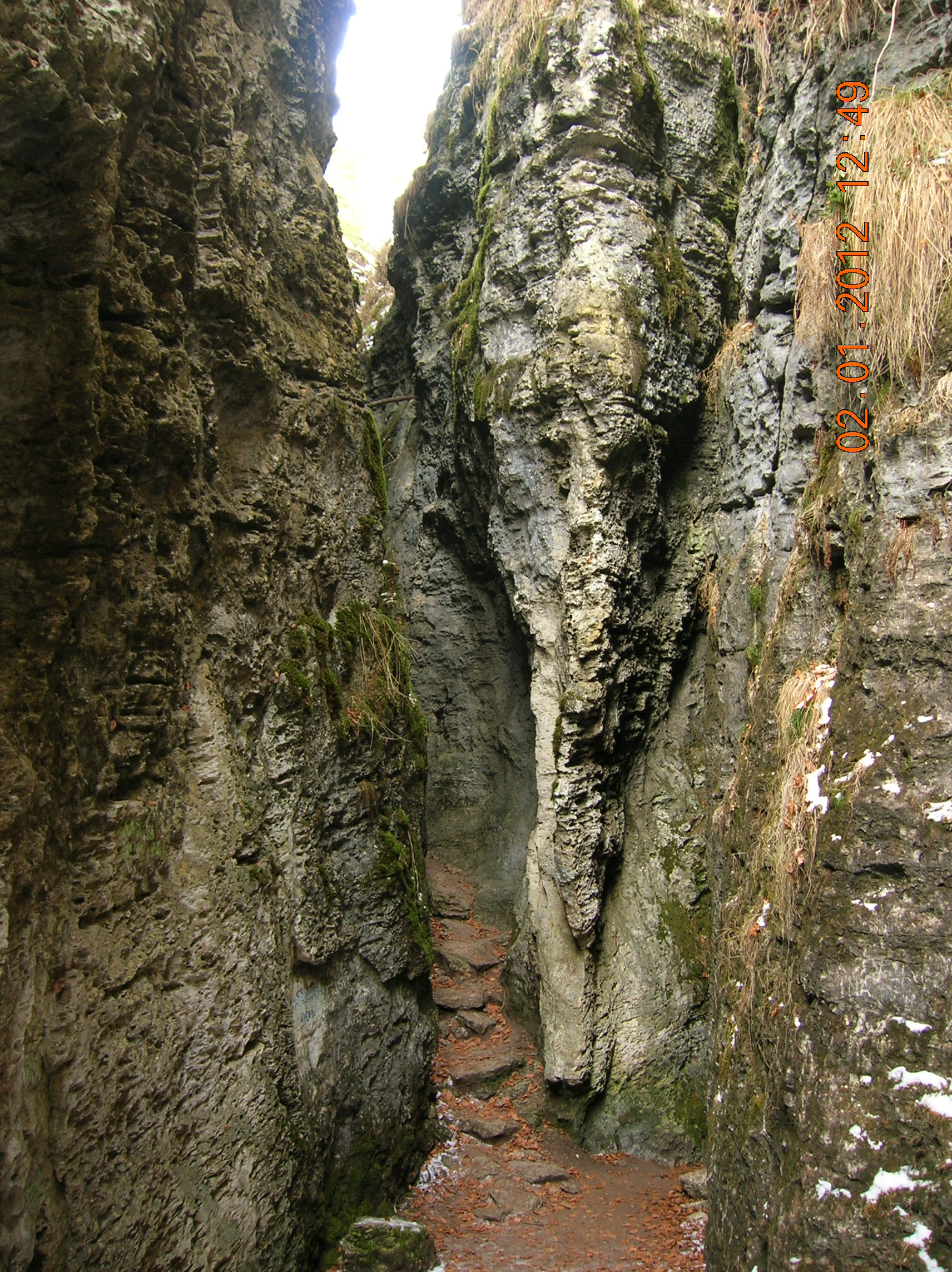
Grota Urşilor - la demisol
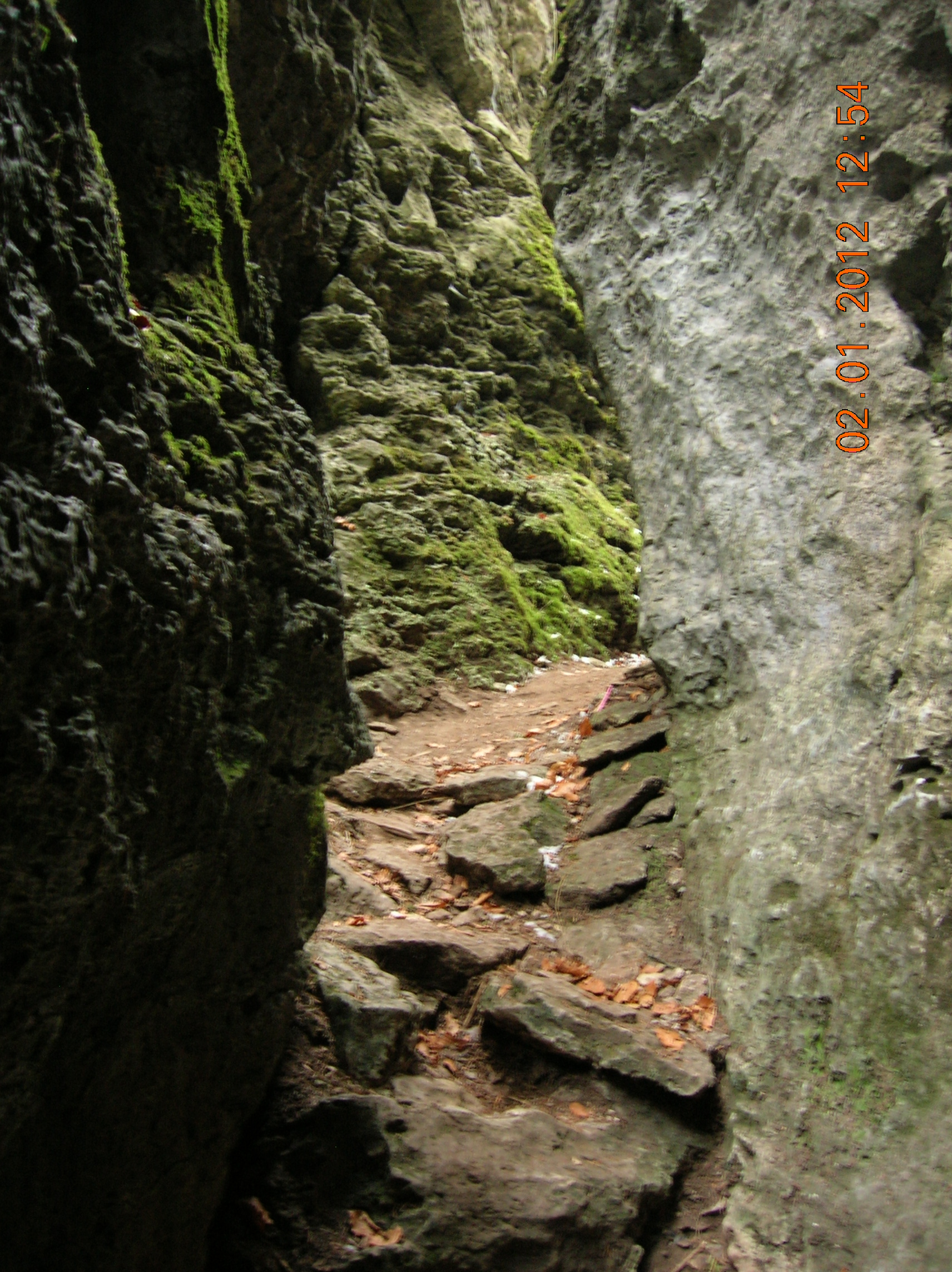
Grota Urşilor - trepte
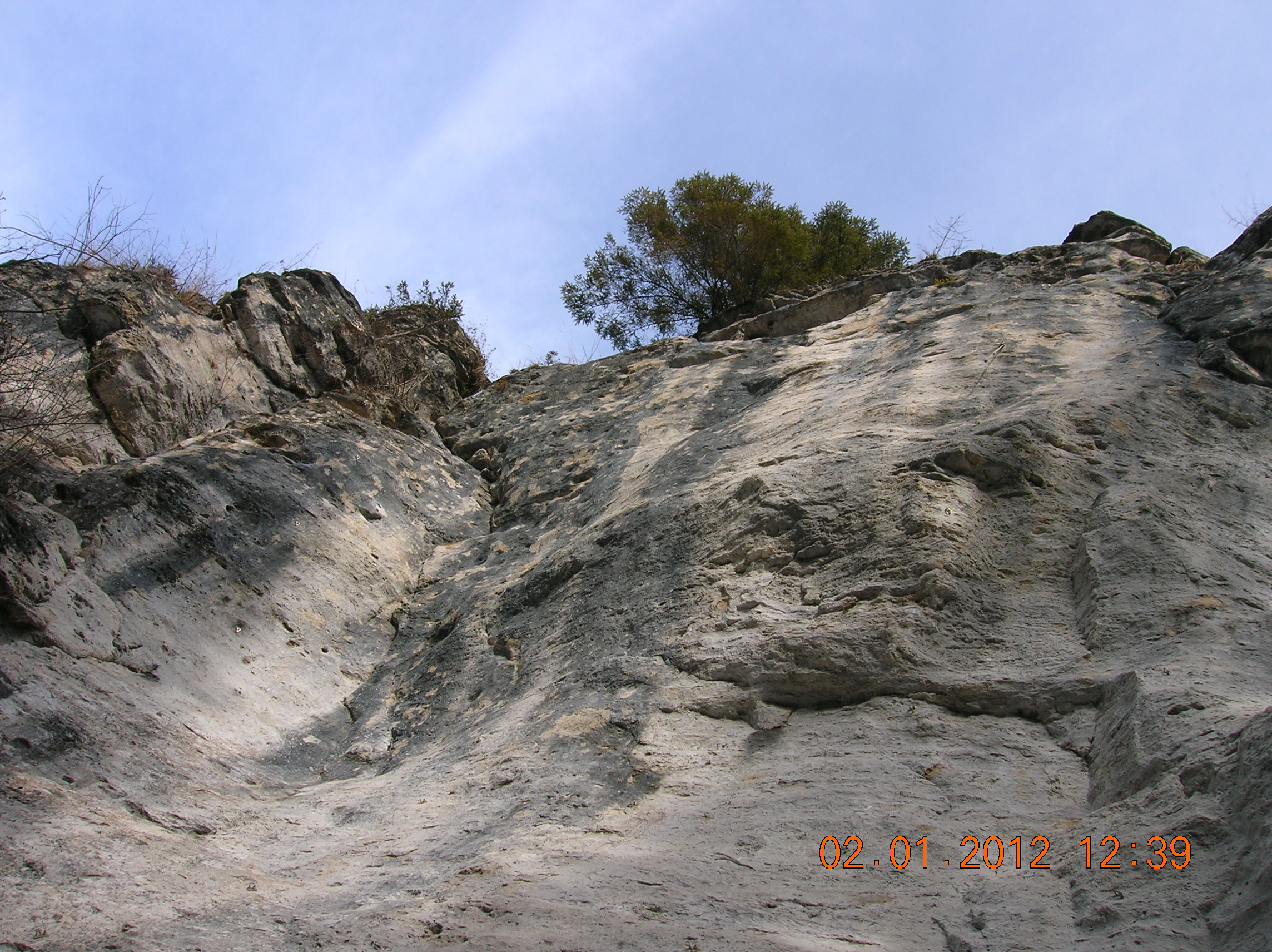
Grota Urşilor - perete
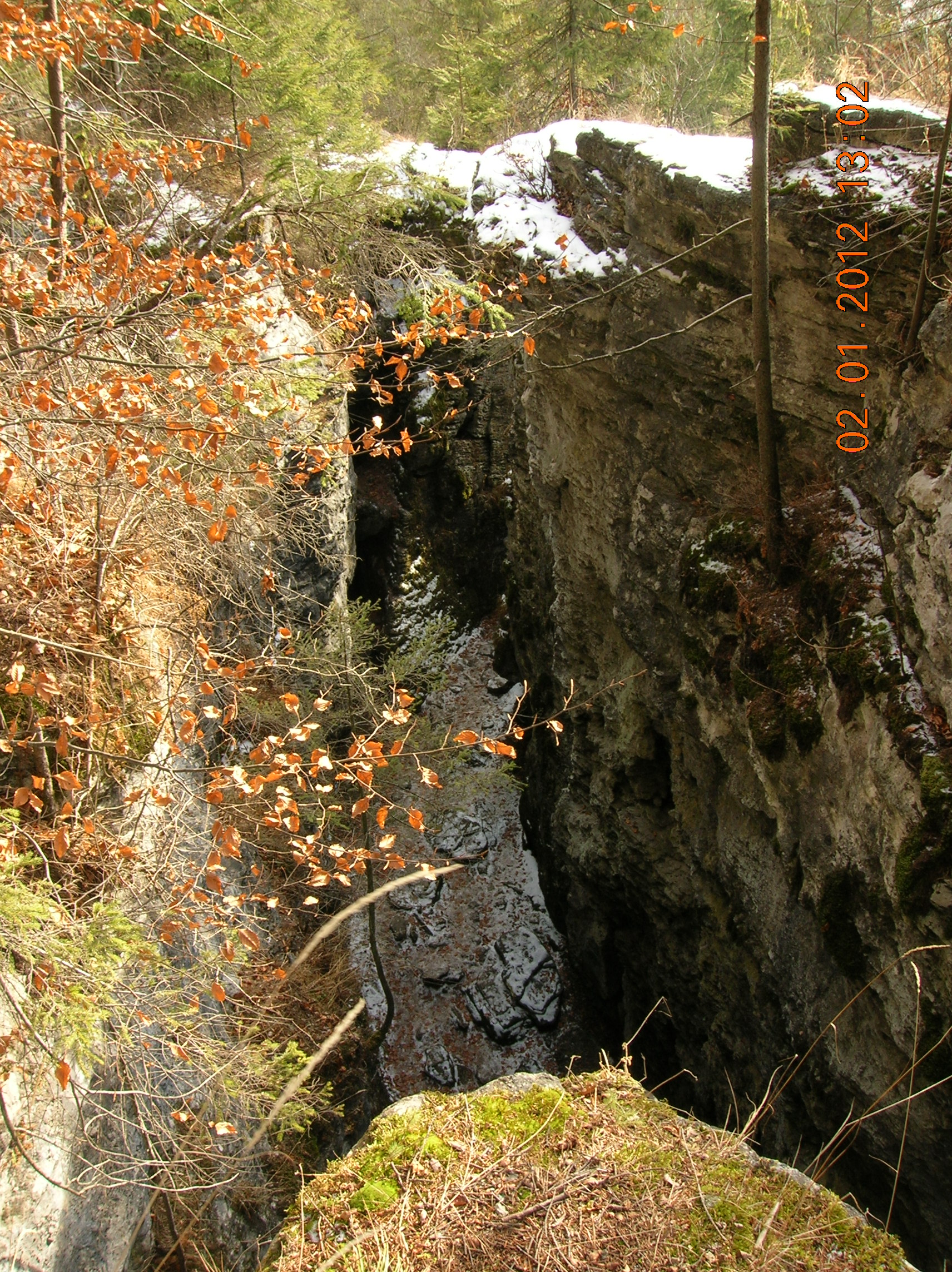
Deasupra Grotei Urşilor - spre coridor
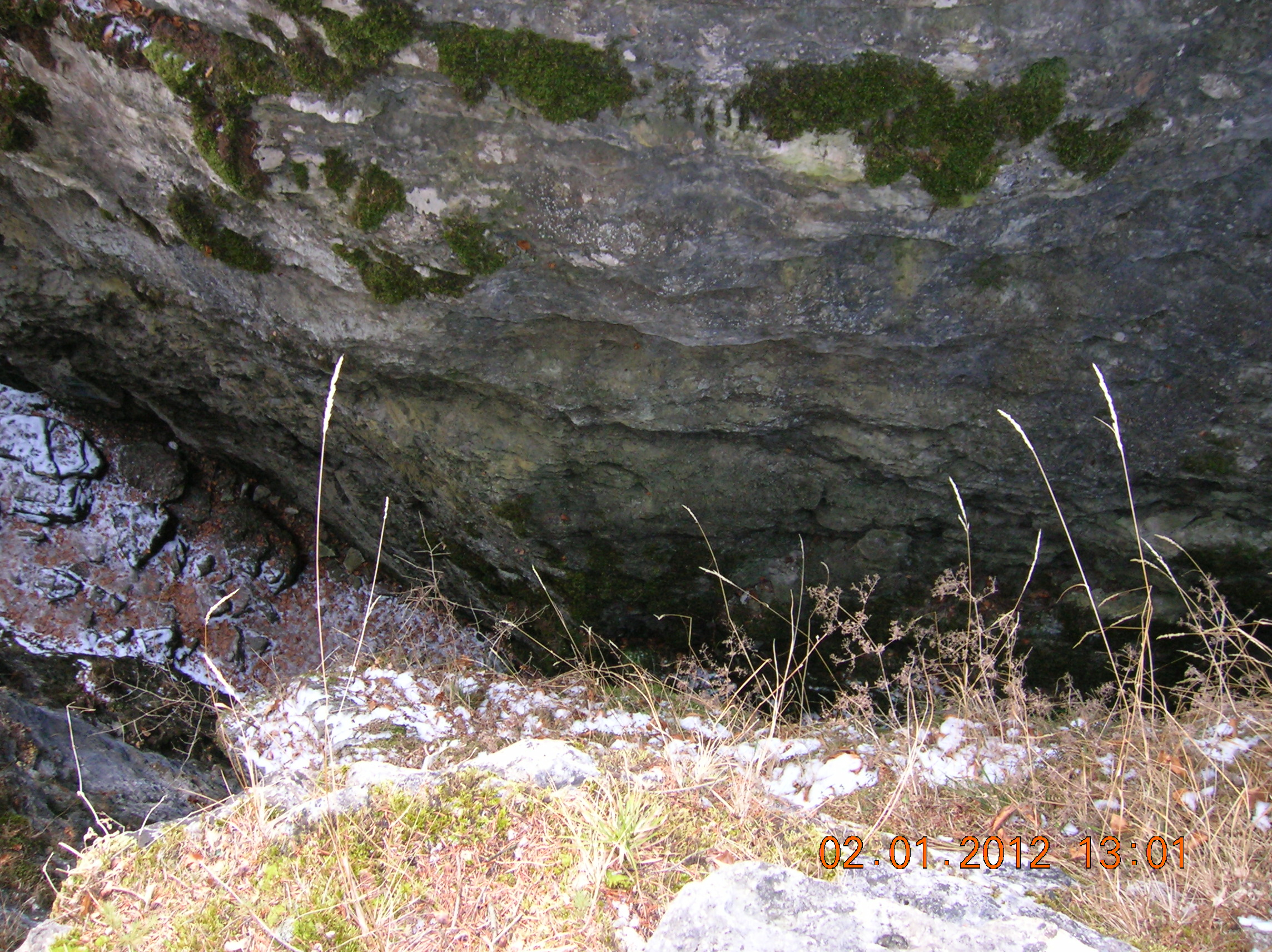
Deasupra Grotei Urşilor - Coridorul
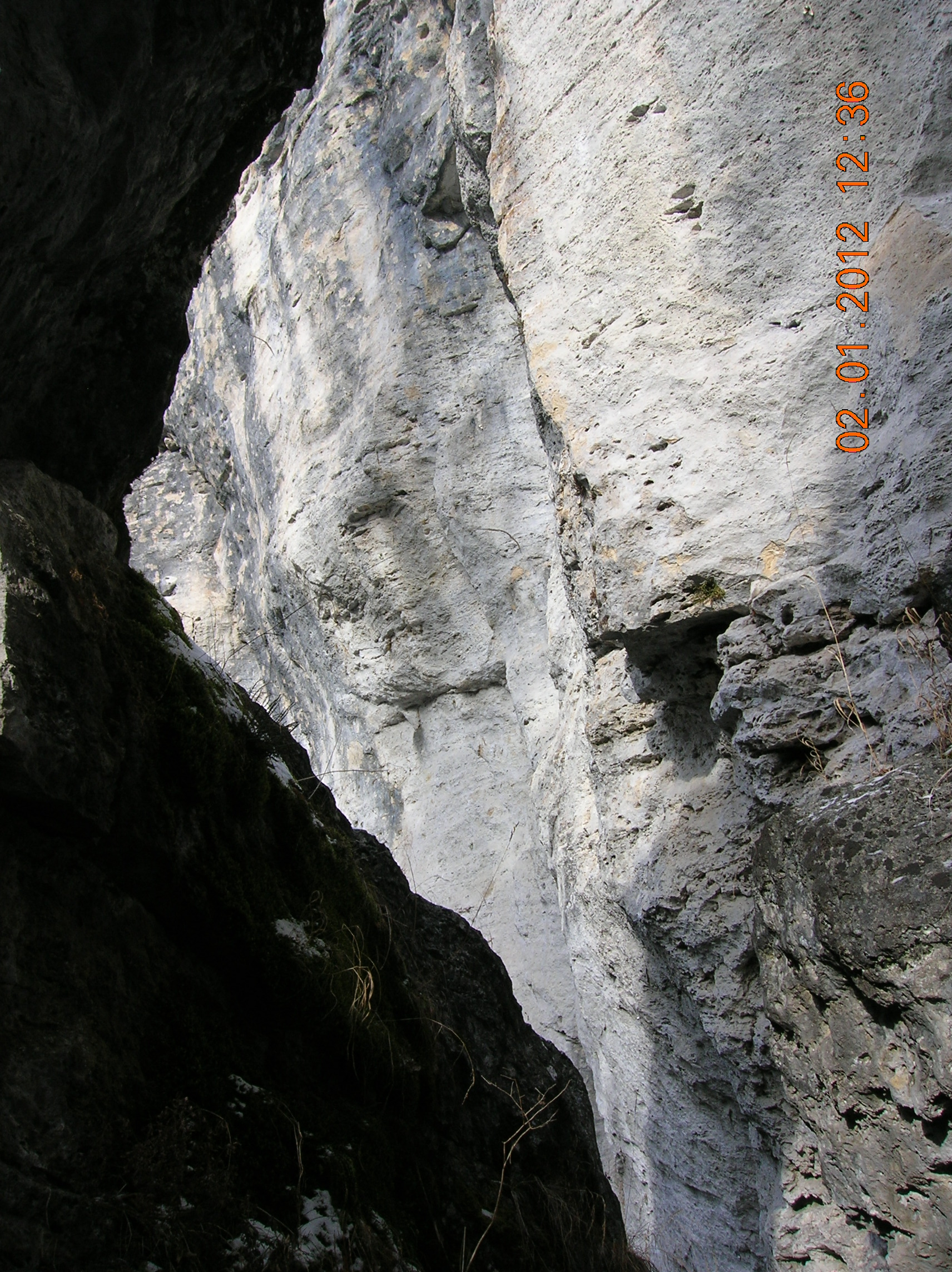
Grota Urşilor - Gâtuitură
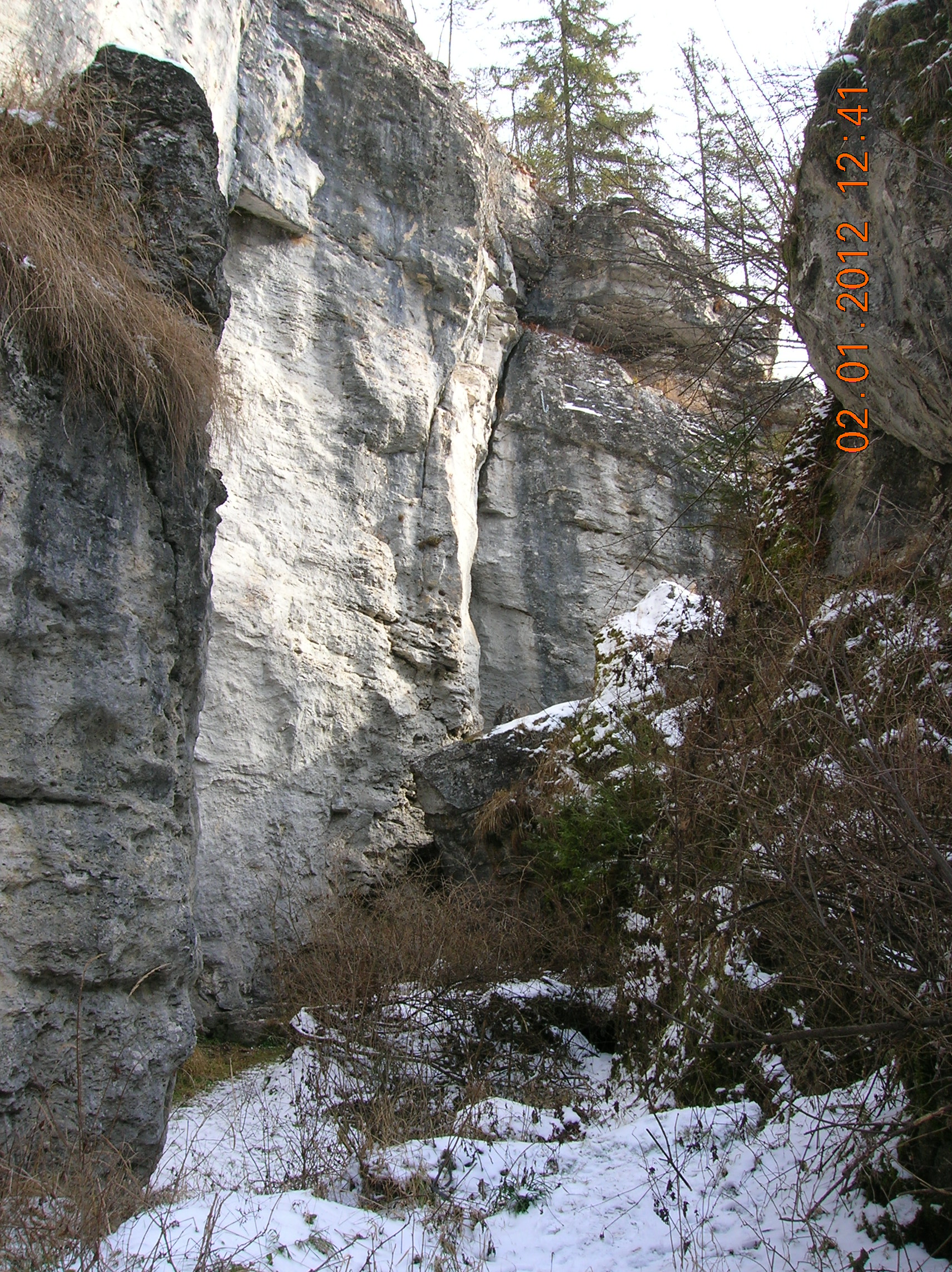
Coridor în aval de Grota Urşilor